# Viktor Vladimirovič Erofeev
Viktor Vladimirovič Erofeev (in russo Виктор Владимирович Ерофеев?; Mosca, 19 settembre 1947) è uno scrittore, critico letterario e giornalista russo noto anche nel resto d'Europa, soprattutto in Francia.

## Biografia
Ha trascorso gran parte della propria infanzia a Parigi, poi è tornato in Patria. Laureatosi nel 1970 in Letteratura e Linguistica, ha continuato tuttavia gli studi letterari e pochi anni dopo, nel 1975, ha ottenuto la cattedra di Filosofia grazie ad una tesi su Dostoevskij e l'Esistenzialismo francese. È diventato quindi critico letterario; si occupa soprattutto di Šestov e Donatien Alphonse François de Sade, collaborando inizialmente con le principali riviste letterarie del Regime, poi con i vari samizdat; si dedicò, inoltre, allo studio delle opere degli autori a lui contemporanei, quali Vasilij Pavlovič Aksënov, Andrej Georgievič Bitov, Bella Achmadulina.
Data la sua collaborazione con i dissidenti e per aver organizzato l'almanacco letterario Metropol è stato espulso dall'Unione degli Scrittori Sovietici e le sue opere, principalmente saggi, romanzi e racconti, sono state bandite dalle stampe sino al 1988, quando Gorbaciov è diventato Presidente; tre anni dopo la Federazione è stata sciolta. Viveva a Mosca, sua città natale, e collaborava periodicamente con l'emittente televisiva Kultura; si è trasferito a Berlino dopo l'invasione dell'Ucraina da parte della Russia. Nel 2001 il suo best seller Russian Beauty viene portato sul schermo in un film diretto dal regista italiano Cesare Ferrario. Nosostante sia stata a prima importante coproduzione italo-russa dopo la Perestroyka, grosse divergenze artistiche tra il regista e lo scrittore non diedero al film il successo sperato. Nel 2009 ha vinto il Premio Mondello.

## Opere tradotte in Inglese
- Russian Beauty
- The Good Stalin
- The Last Judgement
- Five Rivers of Life
- Encyclopaedia of the Russian Soul
- Men and God X
- Life with an Idiot
- In the Labyrinth of Accursed Questions

## Opere tradotte in Italiano
- Il buon Stalin, Einaudi, 2008
- L'enciclopedia dell'anima russa, Spirali, 2006
- La bella di Mosca, BUR